# NASCAR Heat Evolution
NASCAR Heat Evolution es un videojuego de carreras desarrollado por Monster Games y publicado por Dusenberry Martin Racing. El juego se lanzó en Norteamérica el 13 de septiembre de 2016 para PlayStation 4, Xbox One y Microsoft Windows. Es la continuación del lanzamiento de 2015 de NASCAR '15 Victory Edition y el primero desarrollado por Monster Games desde NASCAR: Dirt to Daytona fue lanzado en 2002.

## Jugabilidad
El juego presenta las 23 pistas del calendario de la NASCAR Sprint Cup Series, así como pilotos de varios equipos como Childress, Ganassi, Gibbs, Hendrick, Petty, Penske, Roush y Stewart-Haas. Una actualización de noviembre agregó los conductores de la clase NASCAR Next 2016, como Todd Gilliland, Ty Majeski, Harrison Burton y otros, aunque esos conductores solo están disponibles en el modo de carrera rápida. NASCAR Heat Evolution también incluye una IA dinámica y un sistema de clasificación de velocidad que coincide con el nivel de habilidad del jugador. Se construyen varios modos diferentes en el juego, incluido un modo de carrera rápida. , modo carrera y modo desafío. En el modo desafío, los jugadores intentan igualar o superar los récords actuales de NASCAR.

## Desarrollo
En 2015, Dusenberry Martin Racing, entonces conocido como DMi Games, adquirió la licencia de NASCAR de Eutechnyx en un acuerdo que durará hasta 2020. El presidente de la compañía, Ed Martin, trabajó anteriormente para Papyrus Design Group, Hasbro Interactive, EA Sports y Eutechnyx, quienes desarrollaron NASCAR Racing,  NASCAR Heat, series EA Sports NASCAR y NASCAR The Game, respectivamente. El director ejecutivo Tom Dusenberry fue el fundador y presidente de Hasbro Interactive.

## Conductores
El 20 de mayo, DMR anunció oficialmente el juego en Charlotte Motor Speedway, en asociación con Monster Games, que había desarrollado NASCAR Heat y NASCAR: Dirt to Daytona. Richard García, presidente de Monster y desarrollador principal de Evolution, fue miembro del equipo de diseño de Heat. Los conductores Joey Logano, Ryan Blaney, Brad Keselowski, Matt Tifft y Ben Kennedy fueron contratados por DMR para ayudar a desarrollar el juego. El juego es el primer juego de NASCAR que se lanza en consolas de octava generación, con lanzamientos para PlayStation 4 y Xbox One.
Para determinar el piloto de portada, se seleccionó al piloto de Toyota con el puesto más alto en la Carrera Sprint All-Star Race; los conductores elegibles fueron Kyle Busch, Carl Edwards, Denny Hamlin, Matt Kenseth y Martin Truex Jr. Edwards ganó la competencia de pilotos de portada con un cuarto lugar.
Una secuela del juego, lanzada en otoño de 2017, se lanzó el 12 de septiembre. La medida se produjo cuando DMR cambió su nombre a 704Games.

## Recepción
El juego recibió críticas mediocres por parte de los críticos, que lamentaron la incapacidad del juego para mantener a los usuarios interesados y la falta de mejoras en los lobbys en línea. Forbes le dio al juego un 5,8 sobre 10, citando un modo carrera "inútil". FanSided le dio al juego un cuatro sobre 10, diciendo que "llegó último".